# Quercus boyntonii
Quercus boyntonii es una especie de roble de la familia Fagaceae. Está clasificada en la sección Quercus, que son los robles blancos de Europa, Asia y América del Norte. Tienen los estilos cortos; las bellotas maduran en 6 meses y tienen un sabor dulce y ligeramente amargo, el interior de la bellota tiene pelo. Las hojas carecen de una mayoría de cerdas en sus lóbulos, que suelen ser redondeados.

## Distribución y hábitat
Es un endemismo en los Estados Unidos principalmente en el estado de Alabama y Texas, donde crecen desde el nivel del mar hasta los 200 m de altitud.

## Descripción
Quercus boyntonii es un pequeño árbol o árbol arbustivo , que puede crecer de 2 a 6 metros de altura. La corteza es de color marrón y escamosa. Las ramas son de color marrón claro, muy rizomatosas y sus brotes marrones , ovoides, ligeramente pubescentes, de 2-4 mm. Sus hojas miden 5-10 x 2-6 cm, oboval a oblanceolades, la base es cuneada, el ápice es redondeado, los márgenes revolutos con 3 (-5) lóbulos puede que profundos cerca del ápice. Las hojas son de color verde oscuro por encima, tomentosas plateadas o gris amarillentas por debajo ; con 6-8 pares de venas secundarias, pecíolo 5-10 mm, ligeramente pubescente. Sus flores aparecen en primavera y sus frutos son unas bellotas que miden 1-1,7 cm, ovoides, de color marrón claro, glabras, que pueden ir solas o en parejas. La taza cubre medio o 1/3 de la bellota, es tomentosa con escamas adpresas. El Quercus boyntonii prefiere suelos arenosos y bien drenados.

## Taxonomía
Quercus boyntonii fue descrita por Chauncey Delos Beadle y publicado en Biltmore Botanical Studies 1(1): 47–48. 1901
Etimología
Quercus: nombre genérico del latín que designaba igualmente al roble y a la encina.
boyntonii: epíteto otorgado en honor del botánico estadounidense Frank Ellis Boynton.
Sinonimia
- Quercus stellata var. boyntonii (Beadle) Sarg.	[5][6]